# Manuel Antonio de Varona y Loredo
Manuel Antonio de Varona y Loredo (Tony Varona) né le 25 novembre 1908 à Camaguey   mort le 29 octobre 1992 à Miami est un homme politique cubain. Il est premier ministre de Cuba d'octobre 1948 à octobre 1950.

## Biographie
Il milite contre le pouvoir autocrate de Gerardo Machado, ce qui lui vaut d'être arrêté et exilé à de nombreuses reprises avant 1933. Il s'oppose activement au gouvernement de Fulgencio Batista et est arrêté et exilé. Il revient à Cuba et suit les cours de l'Université de La Havane et obtient un diplôme en droit. Il est élu au congrès en 1940 et occupe une place de leader de la majorité au Sénat. Le président Carlos Prío Socarrás le nomme premier ministre le 10 octobre 1948. Il démissionne le 6 octobre 1950 pour occuper la fonction de président du Sénat. Au retour de Batista au pouvoir en 1952, Varona reprend la lutte contre le pouvoir de Batista. Il est de nouveau contraint à l'exil et rejoint les mouvements anti Batista. Après le renversement de Batista par Fidel Castro en 1959 Varona revient à Cuba. Déçu par l'orientation politique du pouvoir de Castro, Manuel de Varona s'exile aux États-Unis. Il s'engage dans une lutte d'opposition au régime de Castro et dirige le Front révolutionnaire démocratique (FRD), parti anti-castriste créé par cinq mouvements d'exilés cubains avec l'aide de la CIA en juin 1960 à Mexico. Il a participé à l'élaboration du plan du Débarquement de la baie des Cochons en 1961, plan qui prévoyait qu'il dirige un gouvernement provisoire à Cuba. Avec l'échec du plan d'invasion il reste en exil aux États-Unis. Il meurt d'un cancer à Miami en octobre 1992.

## Source
- Harris Lentz Heads of states and governments éd.Routledge 2013 p. 206